# Tygr indočínský
Tygr indočínský (nebo také tygr Corbettův; Panthera tigris corbetti) je poddruh tygra, který žije v oblasti jihovýchodní Asie. Jeho celková populace dosahuje zřejmě 600–700 jedinců (nebo možná o něco více), přičemž žádná životaschopná propojená subpopulace není větší než 250 kusů. Z toho důvodu je podle IUCN veden jako ohrožený poddruh. Tygři z malajské populace, dříve považovaní za indočínské, jsou dnes vedeni jako samostatný poddruh – tygr malajský (Panthera tigris jacksoni).

## Popis
Tento poddruh popsal na základě měření vietnamských tygrů český zoolog Vratislav Mazák v roce 1968 a nazval jej podle známého lovce, ale i obdivovatele a ochránce tygrů Jima Corbetta. Jedná se o středně velkou subspecii, která je menší než tygr indický a sibiřský. Délka těla samců se pohybuje od 2,55 m po 2,85 m a hmotnost od 150 do 195 kg. Jako u ostatních tygrů je i zde poměrně výrazný pohlavní dimorfismus – samice měří 2,3–2,55 m a váží od 100 do 130 kg. Zbarvení srsti je poněkud tmavší a výraznější než například u tygra indického. Černé pruhování je hustší a pruhy užší. Bílé zbarvení spodní části nezasahuje tak vysoko na boky.

## Výskyt a populace
Indočínští tygři žijí v Myanmaru, Laosu, Kambodži, Vietnamu a Thajsku. Dříve žili i v jižní Číně v provincii Jün-nan, ale v současnosti se tam již s největší pravděpodobností nevyskytují.
Odhad populace tohoto poddruhu je extrémně obtížný. Údaje se pohybují od 352 jedinců po 1 300, resp. „určitě méně než 2 500“. Pesimistická čísla udávala, že v Thajsku žilo v roce 2010 okolo 200 kusů, v Myanmaru asi 85, v ostatních zmíněných státech šlo vždy jen o 10–30 jedinců. Naopak optimistický odhad k roku 2010 byl 700–1 300 kusů. Další zdroje uvádějí, že v roce 2015 se celková populace pohybovala okolo 600–650 kusů. Velké množství těchto tygrů žije v thajském parku Huai Kha Khaeng. Ačkoliv jsou k dispozici sofistikované metody, jako fotopasti, je velmi obtížné detekovat v džunglích jihovýchodní Asie přítomnost tygrů. Například v Myanmaru se v letech 2002 až 2004 provádělo rozsáhlé mapování v rezervaci Hukaung Valley (Kačjinský stát), ale výsledky byly velmi chabé. Bylo zachyceno jen asi šest jedinců a interpolací se vypočítalo, že na území o rozloze 3 250 km² se vyskytuje 7–71 tygrů. V roce 2015 oznámil thajský „Department of National Parks, Wildlife and Plant Conservation“, že se počet tygrů na území Thajska zvýšil v některých rezervacích až o 50 % oproti stavu v roce 2005. Thajsko obecně je považováno za zemi, která se staví velmi dobře k záchraně tygrů.

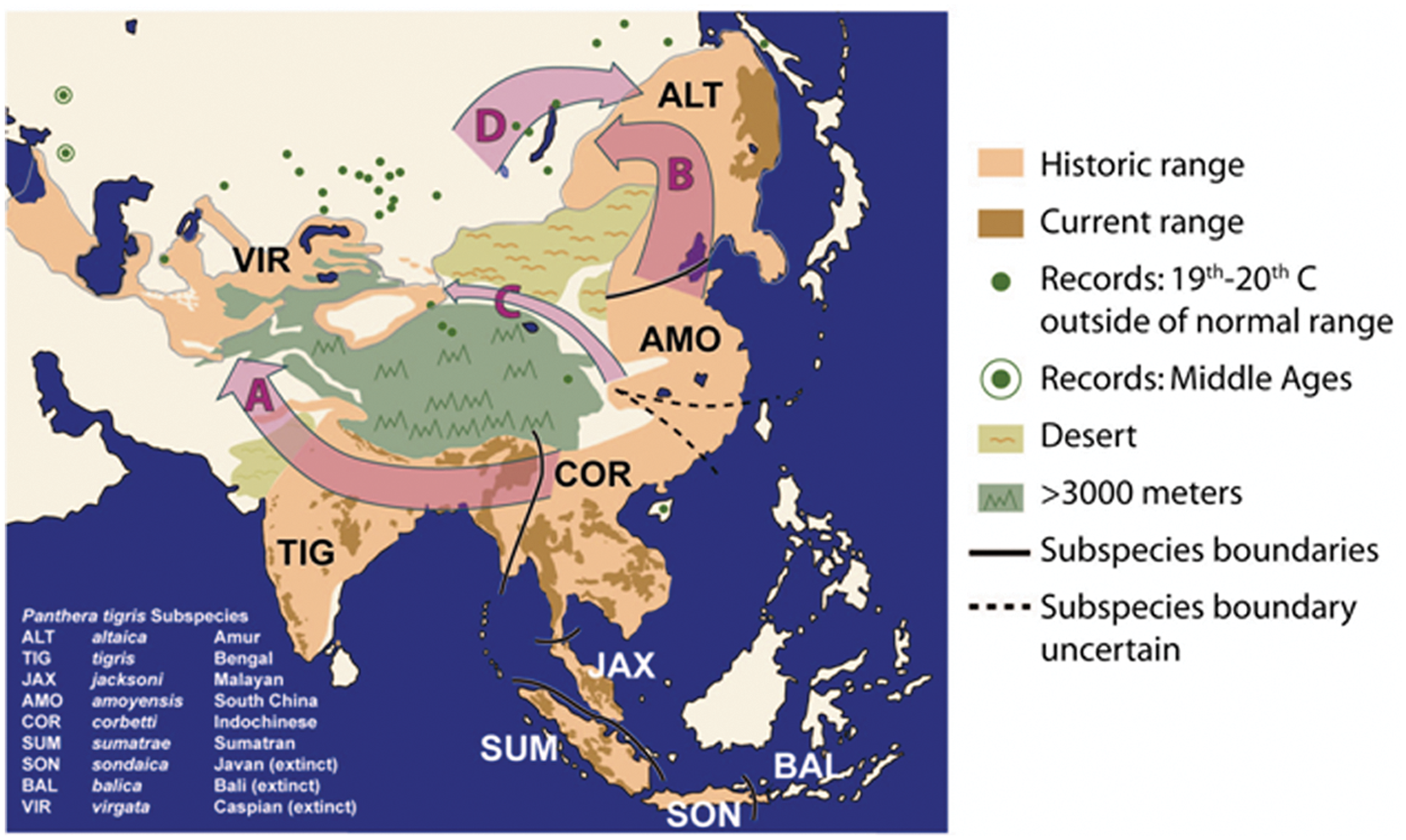
Mapa ukazující historické rozšíření tygra, přibližné hranice jednotlivých poddruhů a směry šíření.

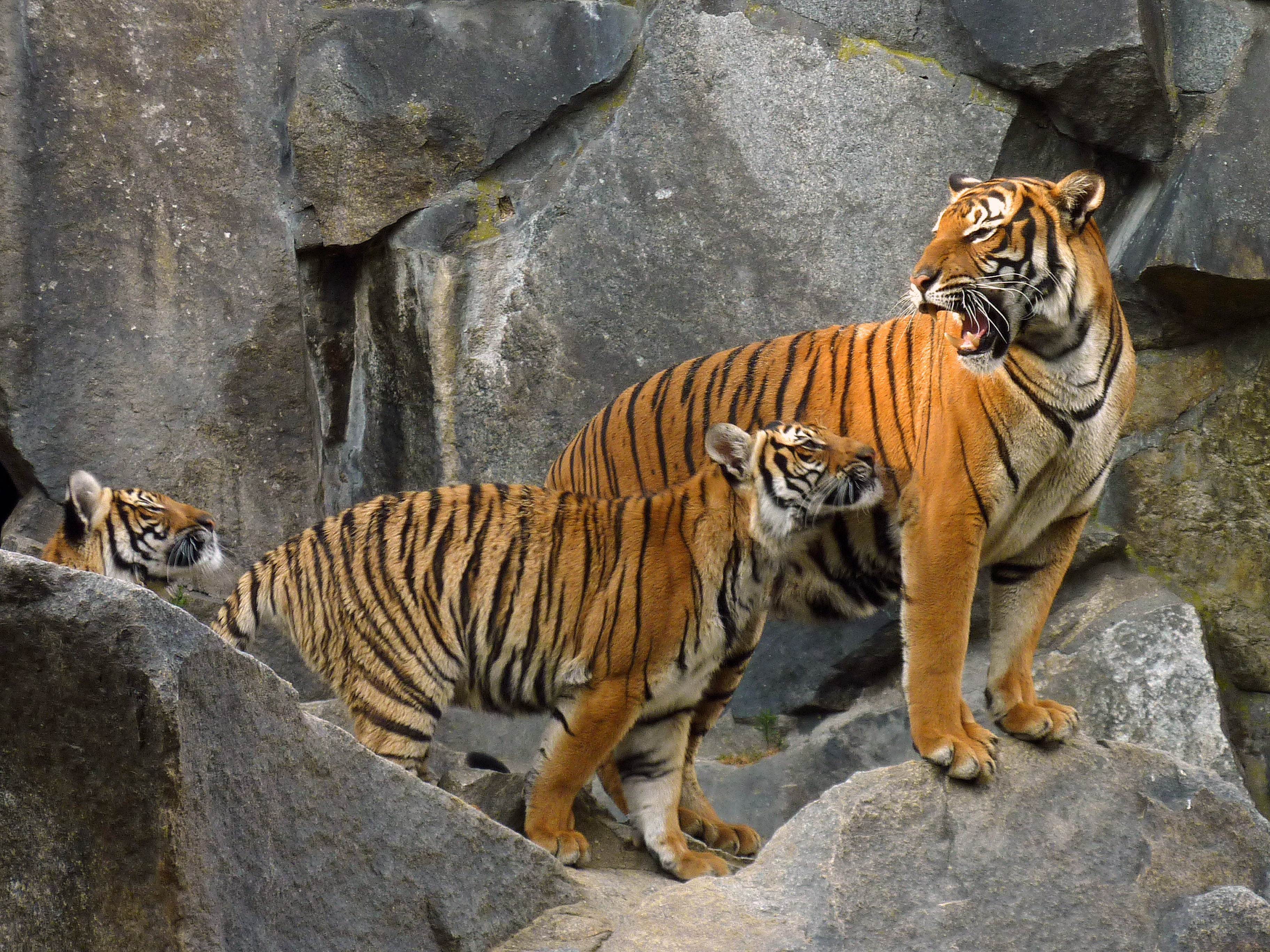
Matka s mláďaty – Berlínská zoo

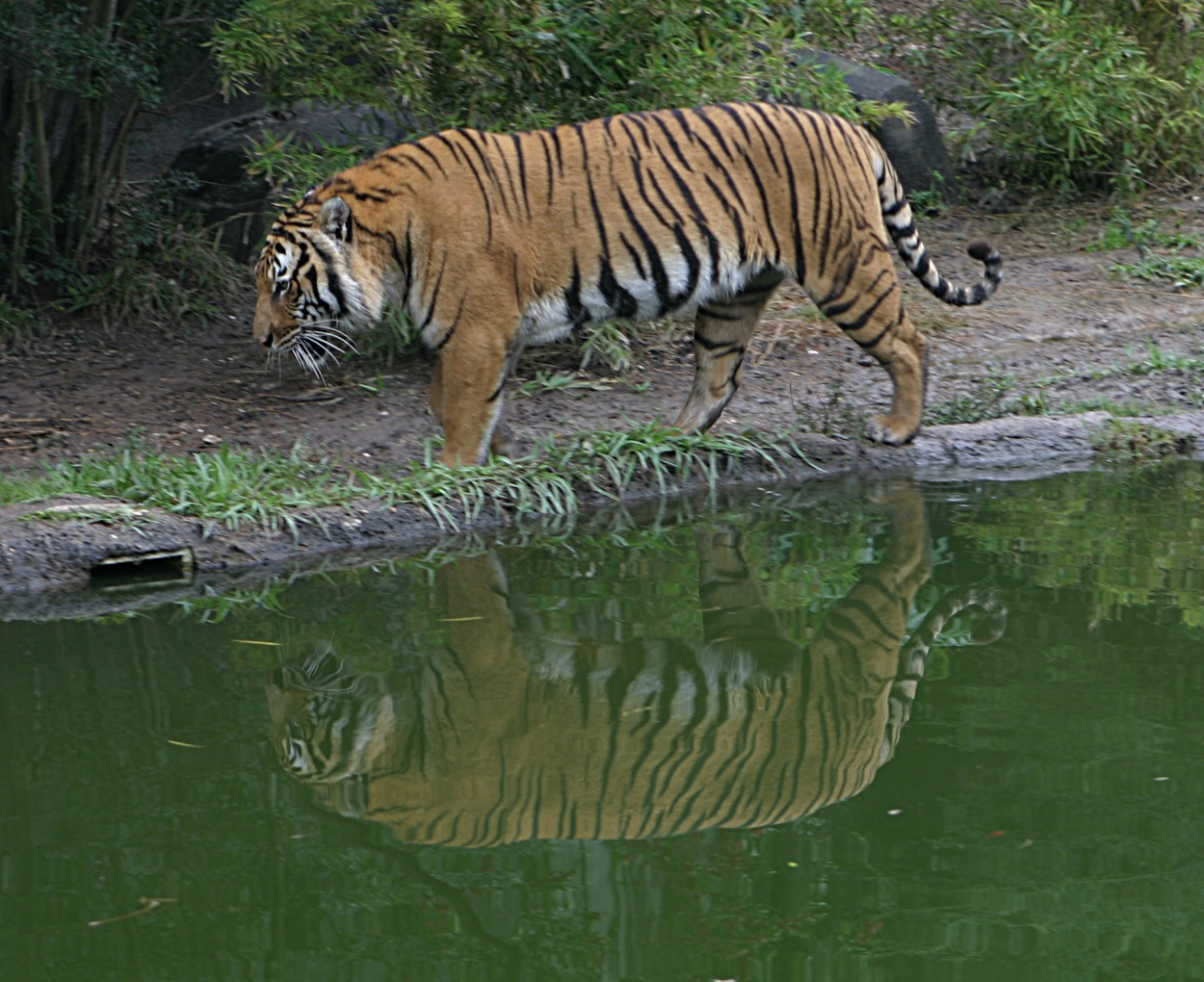
Tygr u vody v Houstonské zoo

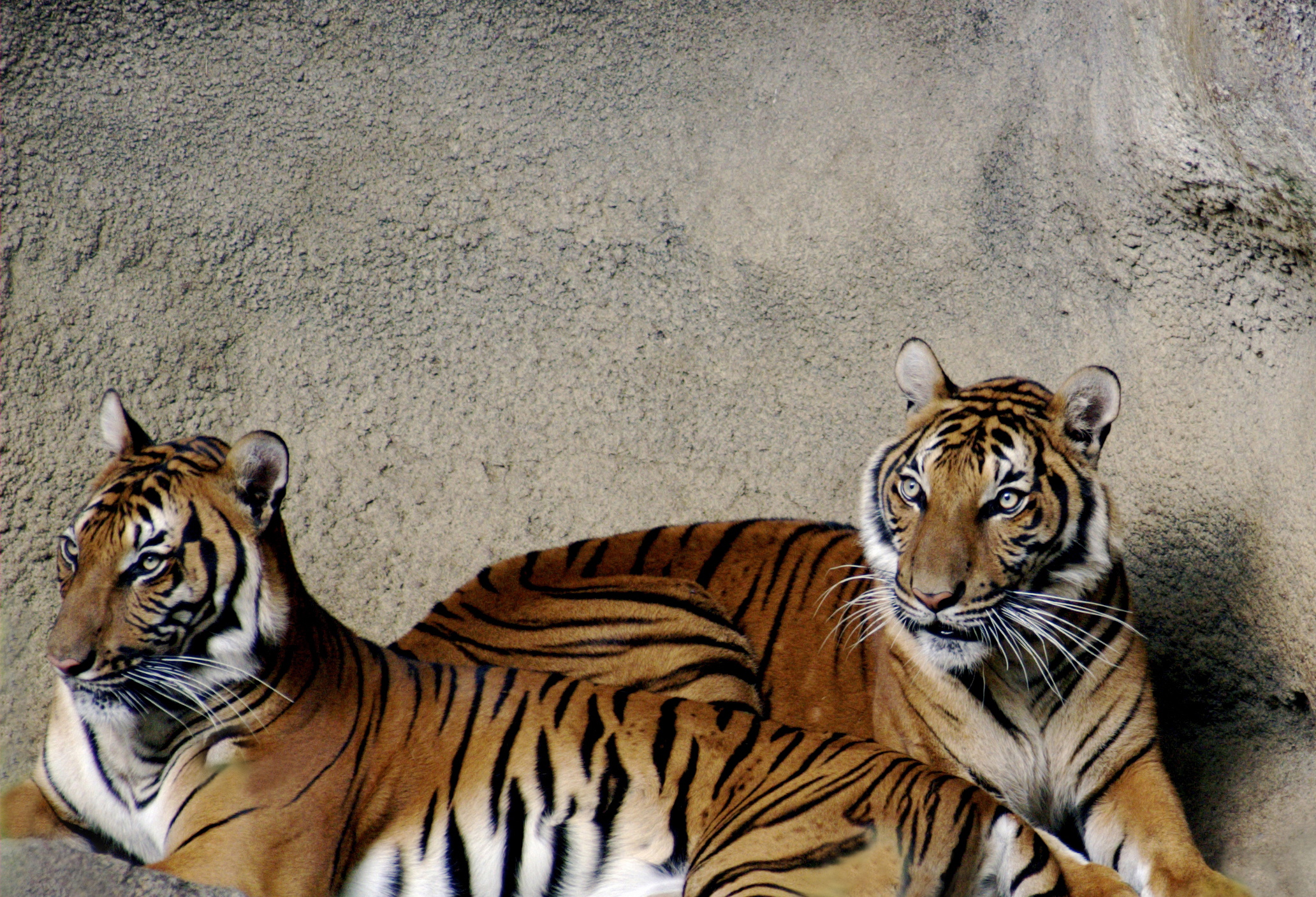
Dva jedinci v zoo v Cincinnati

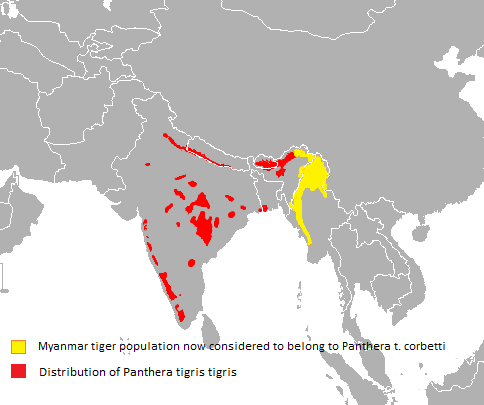
Sporná populace v Myanmaru, dříve obvykle považovaná za tygra indického, nyní spíše za tygra indočínského, je vyznačena žlutě. Červeně je vybarveno rozšíření tygra indického.

## Ekologie
Tygr indočínský je zřejmě nejméně prozkoumaný žijící poddruh tygra. Jedním z důvodů je to, že se vyskytuje většinou v hustých tropických lesích, často v horách, v relativně méně zalidněných oblastech. Je to samotářské zvíře. Pokud je pozorováno v přírodě více jedinců pohromadě, jde vždy buď o samici s mláďaty anebo o pářící se pár.
Tygr indočínský je vrcholový predátor. Jeho oblíbenou kořistí jsou různé druhy kopytníků – sambar, serau, banteng, gaur, vodní buvol, divoké prase atd. V minulosti lovil i další druhy, jako byl kuprej, jelen lyrorohý, jelínek vepří a jelen Schomburgkův, ale tato zvířata buď vyhynula, nebo jich žije tak málo, že nemohou být pravidelnou lovnou zvěří. Proto se mnozí tygři musí zaměřovat i na menší živočichy, kteří donedávna nepatřili mezi jejich hlavní kořist. Loví proto muntžaky, makaky, dikobraze, jezevce bělohrdlé a některá jiná pralesní zvířata bez ohledu na velikost.

### Rozmnožování
Tygři indočínští se páří během celého roku, ale nejčastěji mezi listopadem a dubnem. Březost trvá přibližně 103 dní. Samice rodí až 7 koťat, ale průměr je pouze 3. Mláďata zůstávají s matkou zhruba 18 až 28 měsíců. Úmrtnost mláďat během prvního roku života je 35 %. Podílí se na tom požáry, záplavy a zabití jinými tygry či vlastní matkou. Samice se začínají rozmnožovat zhruba od 3,5 roku věku, samci asi o rok později. Doba dožití je v přírodě zhruba 15 let, v zajetí to může být až 26.

## Vztahy s člověkem, hrozby
Hlavní hrozbou pro tygra indočínského, stejně jako pro všechny ostatní poddruhy tygrů, je člověk a jeho aktivity. Zde je výčet nejdůležitějších z nich:
- Díky intenzivnímu lovu jeho kořisti a ničení životního prostředí (kácení pralesů) museli tygři změnit v mnoha oblastech stravovací návyky, zaměřit se na menší kořist, která je však ne vždy dokáže uspokojivě zasytit.

- Nelegální lov tygrů přes oficiální ochranu stále probíhá. Jedním z hlavních důvodů je uspokojení poptávky tradiční čínské resp. obecně orientální medicíny. To je v současnosti možná největším problémem pro všechny tygří poddruhy.[11] Překupníci platí za kosti, kůže a orgány velké sumy, které pytlákům zajistí bohatý příjem. Například hmotnost kostí tygra je zhruba 7–10 kg a ve Vietnamu se platilo v 90. letech za 1 kg cca 130–175 dolarů.[12] V současnosti je to ještě více, někdy může cena dosáhnout až 370 dolarů. Oči stojí 170 dolarů, polévka z tygřího penisu 320 dolarů atd.[13] Ačkoliv se tygřími částmi dá „léčit“ téměř cokoliv, jakákoliv účinnost není vědecky prokázána.[14]

- Kvůli fragmentaci jejich prostředí a snížení počtu populace hrozí příbuzenské křížení a tím zmenšení genetické kvality spojené často s různými vadami a nemocemi (rozštěp, šilhavost, lordóza).

## Zajímavosti
- Celá myanmarská populace tygrů (s přesahem do Indie) je někdy řazena k tygrům indočínským, její západní část však někdy k tygrům indickým. Nejnovější výzkumy se přiklánějí k první variantě.[15]
- Tygr indočínský (možná spolu s tygrem čínským) je považován za původní druh, z něhož se jednotlivé poddruhy vyvinuly před cca 70 000–110 000 lety. Má nejvyšší genetickou diverzitu v mikrosatelitních alelách.[4][15]
- V roce 2009 bylo několik vesničanů odsouzeno na 3–12 let za zabití a snědení pravděpodobně posledního indočínského tygra v Číně. Došlo k tomu poblíž vesnice Mengla v provincii Jün-nan.[16]